# Stazione di Latina
La stazione di Latina è una stazione ferroviaria posta sulla linea Roma - Formia - Napoli, al servizio dell'omonima città e situata nella frazione Latina Scalo.

## Storia

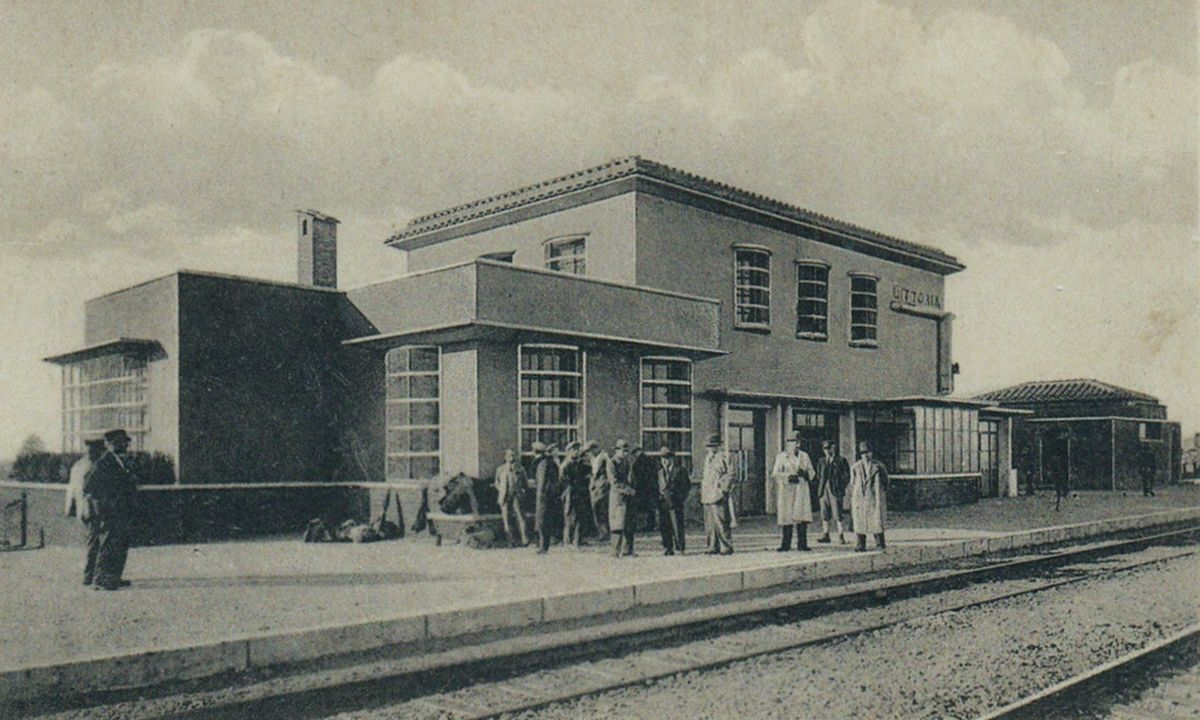
Benito Mussolini inaugura la stazione di Littoria (26 novembre 1932)

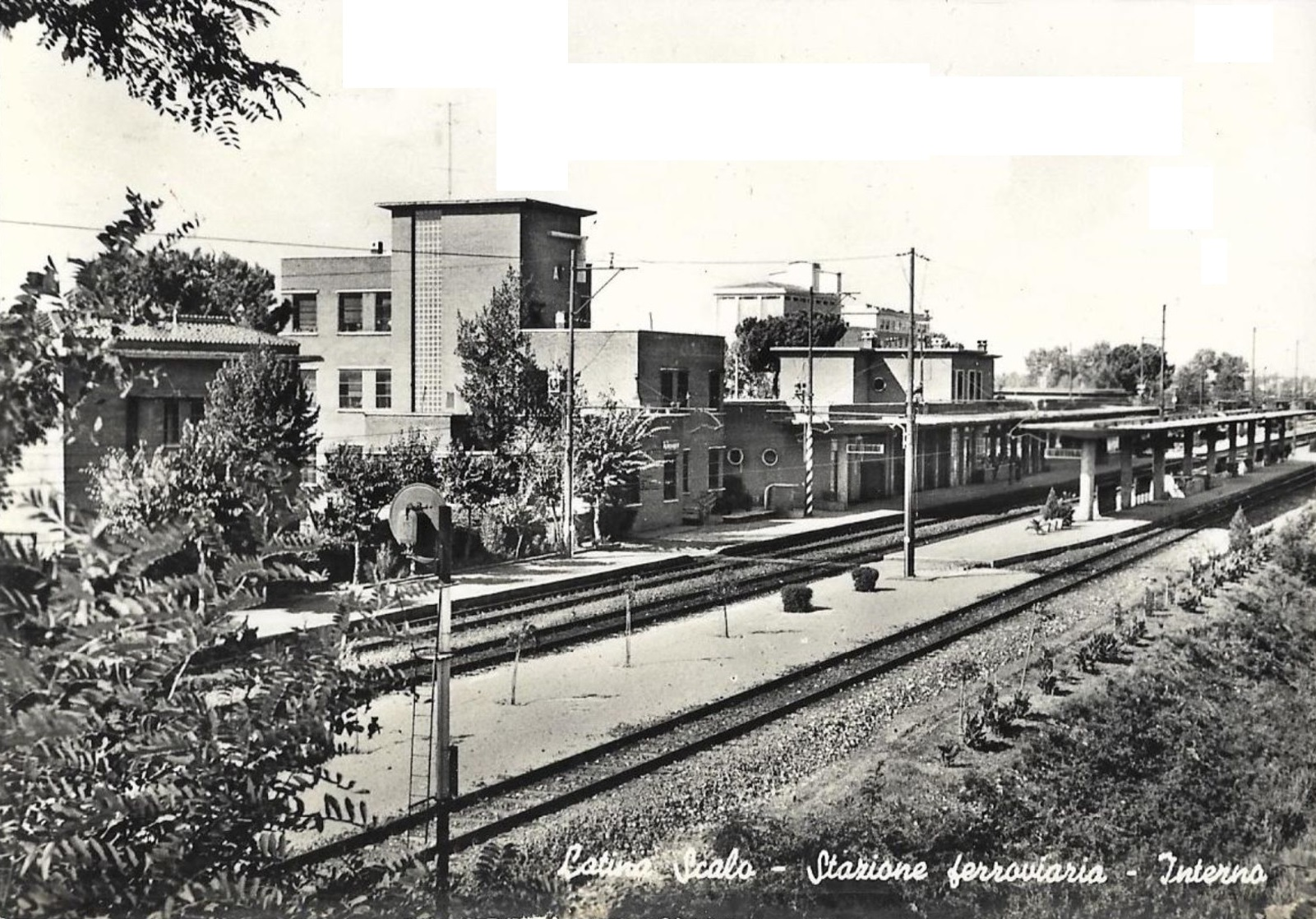
La stazione di Latina negli anni 1950

Durante la costruzione della "ferrovia direttissima" venne realizzata una fermata ferroviaria, attivata il 17 luglio 1922, in quello che all'epoca era chiamato "Villaggio Cupido". Successivamente all'avvio della bonifica delle paludi dell'Agro Pontino, si rese necessario costruire una struttura che consentisse il trasporto veloce delle persone e la movimentazione delle merci verso Roma. Nel gennaio 1929 venne così progettata la nuova stazione ferroviaria, i cui lavori di costruzione iniziarono nel settembre dello stesso anno. Prima dell'inaugurazione  della città di Littoria (18 dicembre 1932), il 26 novembre 1932 venne inaugurata la Stazione di Littoria da Benito Mussolini, giunto da Roma a bordo di un'automotrice FS ALb 48, che per l'occasione venne battezzata "Littorina". Intorno alla stazione ferroviaria nacque una piccola località insediata originariamente chiamata "Littoria Stazione" (oggi Latina Scalo).
In poco tempo, la stazione di Littoria divenne uno snodo importante per il trasporto dei viaggiatori e delle merci, grazie anche alla realizzazione del grande piazzale che costituiva il terminal intermodale. Nella parte verso Roma venne realizzato lo scalo merci, mentre nel 1937 venne inaugurato il vicino zuccherificio (chiuso negli anni 1970). Durante la seconda guerra mondiale la linea ferroviaria venne bombardata in più punti, tra cui il cavalcavia ferroviario vicino alla stazione. Nel 1945, in conseguenza della ridenominazione della città di Littoria in Latina, anche la stazione ferroviaria venne ridenominata allo stesso modo. Nel dopoguerra venne costruita vicino alla stazione una grande industria chimica, collegata alla stazione.
Il 29 aprile 2023, alle ore 11, nella sala d'attesa, è stata inaugurata la mostra intitolata “La stazione di Latina e il mito della Littorina” visitabile fino al prossimo 31 dicembre.

## Strutture e impianti
Il fabbricato viaggiatori è opera di Angiolo Mazzoni e fu inaugurato nel 1932; il mobilio originario, sempre progettato dal Mazzoni, è andato perduto.
All'interno si contano 5 binari, di cui 1 tronco per treni merci, 3 passanti ed 1 tronco per il servizio passeggeri: solitamente quest'ultimo (denominato "1 tronco") è utilizzato per la linea FL7, il binario 1 è utilizzato in direzione Roma ed il binario 2 in direzione Napoli, mentre il binario 3 è usato in caso di incroci o dai treni merci per dare precedenza ai treni passeggeri. Le banchine al servizio dei binari sono due unite tramite sottopassaggio. La stazione dispone anche di uno scalo merci, da cui parte anche un raccordo per una vicina industria. È dotata di biglietteria a sportello Trenitalia.

## Movimento
La stazione è servita da treni regionali svolti da Trenitalia nell'ambito del contratto di servizio stipulato con la Regione Lazio nonché da collegamenti a lunga percorrenza operati anch'essi da Trenitalia attraverso i treni Intercity giorno ed Intercity Notte.

## Servizi
La stazione dispone di:
- Biglietteria e Assistenza Clienti (orario di apertura: dal lunedì alla domenica dalle ore 06.00 alle ore 20.32).
- Biglietteria automatica
- Servizi igienici a pagamento (1 euro)
- Bar
- Edicola
- Sottopassaggio
- Parcheggio di interscambio

## Interscambi
- Fermata autobus urbano CSC Mobilità
- Fermata autobus extraurbano COTRAL
- Stazione taxi